# 御室今嗣
御室 今嗣（みむろ の いまつぐ）は、平安時代初期の貴族。姓は朝臣。官位は従四位下・図書守。

## 経歴
従五位下・式部少輔の官位にあった大同3年（808年）に出雲介を兼ねる。大同4年（809年）には二階の昇進により正五位下に叙せられる。この頃、兄弟と思しき氏嗣（従五位上）・是嗣（従五位下）も順調に昇進しており、嵯峨朝初頭は兄弟揃って優遇されていた様子が窺われる。
大同5年（810年）に発生した薬子の変では、氏嗣・是嗣がいずれも連座して九州地方の権官に左遷されるが、今嗣は大学頭として京官に留まった。弘仁3年（812年）図書守に転任し、時期は不明ながら従四位下に至る。
弘仁10年（819年）6月21日卒去。享年66。最終官位は図書頭従四位下。

## 官歴
『日本後紀』による。
- 時期不詳：従五位下。式部少輔。
- 大同3年（808年）11月27日：兼出雲介
- 大同4年（809年）6月9日：正五位下（越階）
- 大同5年（810年）9月10日：大学頭
- 弘仁2年（811年）7月23日：兼越後守
- 弘仁3年（812年）8月3日：図書守、越後守如元
- 時期不詳：従四位下
- 弘仁10年（819年） 6月21日：卒去（図書頭従四位下）